# North Port
North Port város az USA Florida államában, Sarasota megyében. Lakosainak száma 74 793 fő (2020. április 1.).

## Népesség
A település népességének változása:

| 2010 | 57 357 |
| 2020 | 74 793 |